# Gryllotalpella macilenta
Gryllotalpella macilenta är en insektsart som först beskrevs av Henri Saussure 1874.  Gryllotalpella macilenta ingår i släktet Gryllotalpella och familjen mullvadssyrsor. Inga underarter finns listade i Catalogue of Life.